# 擁有未來
擁有未來，也译作未来党，是亚伊尔·拉皮德於2012年成立的一個以色列政黨。他們在2013年以色列议会选举募集到了1350萬新謝克爾，並在選後取得19席，成為议会第二大黨，選後加入以利庫德集團為首的聯合政府，黨主席拉皮德成為財政部長。
該黨在2021年以色列議會選舉中取得17席，再次成為第二大黨，這次選後則與多個反內塔尼亞胡的政黨組成聯盟，但一如之前數次的大選結果一樣，支持和反對的內塔尼亞胡陣營爭持不下，最後未來黨為首的「改革集團」與右傾達成協議，總理一職會先由右傾的納夫塔利·貝內特擔任兩年，而未來黨的拉皮德就擔任副總理兼外交部長，到兩年後，兩人位置調轉。不過聯合政府的政治立場南轅北轍，一開始已經有新右翼的議員拒絕加入政府，而勉強拉雜成軍令內閣成員離心力高，聯合政府內部亦不時因為政策分歧出現爭論，甚至退出聯合政府，結果到2022年，執政聯盟宣佈解散議會，重新舉行大選，同時貝內特宣佈辭去總理職位，並且退出政壇，拉皮德就繼任總理，正式變成挑戰內塔尼雅胡的政治名人。但即使如此至2025年為止仍然在野，暫時還是比不上執政黨內塔尼雅胡勢力的長期掌權。